# ألويس أوروز
ألويس أوروز (بالألمانية: Alois Oroz) هو لاعب كرة قدم نمساوي في مركز الدفاع، ولد في 29 أكتوبر 2000 في فيينا في النمسا. لعب مع فيرست فيينا.

## وصلات خارجية
- ألويس أوروز على موقع اتحاد كرواتيا (الكرواتية)
- ألويس أوروز على موقع قاعدة بيانات كرة القدم.إي يو (الإنجليزية)
- ألويس أوروز على موقع Soccerway.com (الإنجليزية)
- ألويس أوروز على موقع عالم كرة القدم.نت (الإنجليزية)